# 成田知栄子
成田 知栄子（なりた ちえこ）は、日本のジャーナリスト。

## 経歴
兵庫県神戸市出身。東京理科大学理学部化学科卒業。エフエム石川のアナウンサー、千葉テレビリポーター、テレビ朝日情報局リポーターを歴任。司会業などを経てオーストラリアに留学、アデレードのラジオ局でディレクターを勤める。帰国後、健康医学雑誌の取材記者を経てライターとなる。